# Haytham Faour
Haitham Moussa Faour (tiếng Ả Rập: هيثم موسى فاعور; sinh ngày 27 tháng 2 năm 1990) là một cầu thủ bóng đá người Liban thi đấu ở vị trí tiền vệ. Anh hiện đang chơi cho Al-Ahed tại Giải bóng đá vô địch quốc gia Liban và cho đội tuyển bóng đá quốc gia Liban.